# Q (película de 2011)
Q es el nombre de una película francesa dirigida por Laurent Bouhnik y protagonizada por Déborah Révy, Hélène Zimmer y Christelle Benoit. Fue estrenada el 14 de septiembre de 2011 en Francia. Los críticos han hecho una opinión generalmente negativa en la película, incluyendo su amateurismo y lamentando sus pretensiones.

## Sinopsis
Al morir su padre, Cécile, de 20 años, queda desamparada y busca el consuelo de sus amigas y conocidos. Las aventuras amorosas que se le presentan no le dejan una buena experiencia, ya que se enfrenta con muchos hombres en el cual deja ver su fantasía sexual.
Por otra parte, Alice es una joven que vive incomprendida por su madre y sueña con vivir un romance. Pero su relación a escondidas con Matt, no piensa en poder serle fiel.
La otra historia se centra en Virginie, quien está casada con un hombre a quien quiere demasiado, pero llega las malas circunstancias en que la vida de provincia le resulta totalmente aburrida y busca diversiones de distintas maneras.

## Reparto
- Déborah Révy: Cécile
- Hélène Zimmer: Alice
- Christelle Benoit: Virginie
- Gowan Didi: Matt
- Johnny Amaro: Chance
- Johan Libéreau: Manu
- Patrick Hauthier: Yves
- Jean-François Gallotte: padre de Alice
- Fabien Ara: Alex
- Aurélia Arto: Alizée
- Yassine Azzouz: Djamel
- Lise Kerverdo: Marion
- Margot Heurtematte: Héloïse
- Brice Fournier: Maurice
- Noémie Leroux-Cazaubon: Julie
- Bernez Moal: Daniel
- Pascal Judelewicz: seductor 1
- Ludi Boeken: seductor 2

## Recepción de la crítica
La crítica de la película fue principalmente negativa. Le Monde apoya la torpeza de este tipo de película porno amateur, y dijo "las escenas femeninas que hablan de sexo hacen que resuenen las actuaciones de mujeres filmadas de los pies hasta el vientre y además, tienen igualdad definitiva". Para muchos críticos la película funciona como una producción de la sexualidad que no llegó a ser verdaderamente considerable.
Para los críticos de Le Figaro, el resultado de críticas es "una película de erotismo suave y pretenciosa, apta para las películas de televisión en la noche de un domingo". Una de las críticas que se pudieron obtener el de Libération (periódico), quien la califica como un "Fracaso", una película confusa y que no se llega a entender las intenciones. 
La revista francesa, Les Inrockuptibles destacó "La película es como un plomo narrativo, es sobreexcitada y esquemática, y con una interpretación al borde de la parodia". El sitio web FilmAffinity se ven críticos de Madrid, quienes dicen "Quien haya visto este film sabrán que aparte de un guion desastrosamente monotemático que fuerza absolutamente todos los diálogos hacia el sexo, unos planos y fotografía que parecen sacados de los años 20".